# 言語入力キー
言語入力キー（げんごにゅうりょくキー）は、日本語や朝鮮 (韓国) 語のキーボードに見られる、インプットメソッドで文字を変換するために使用するキーである。これらのキーのないキーボードでIMEを使用するときはショートカットキーを使用するが、常に言語入力キーと同じ働きをするとは限らない。

## 日本語キーボードのキー

日本語キーボード(OADG 109A)

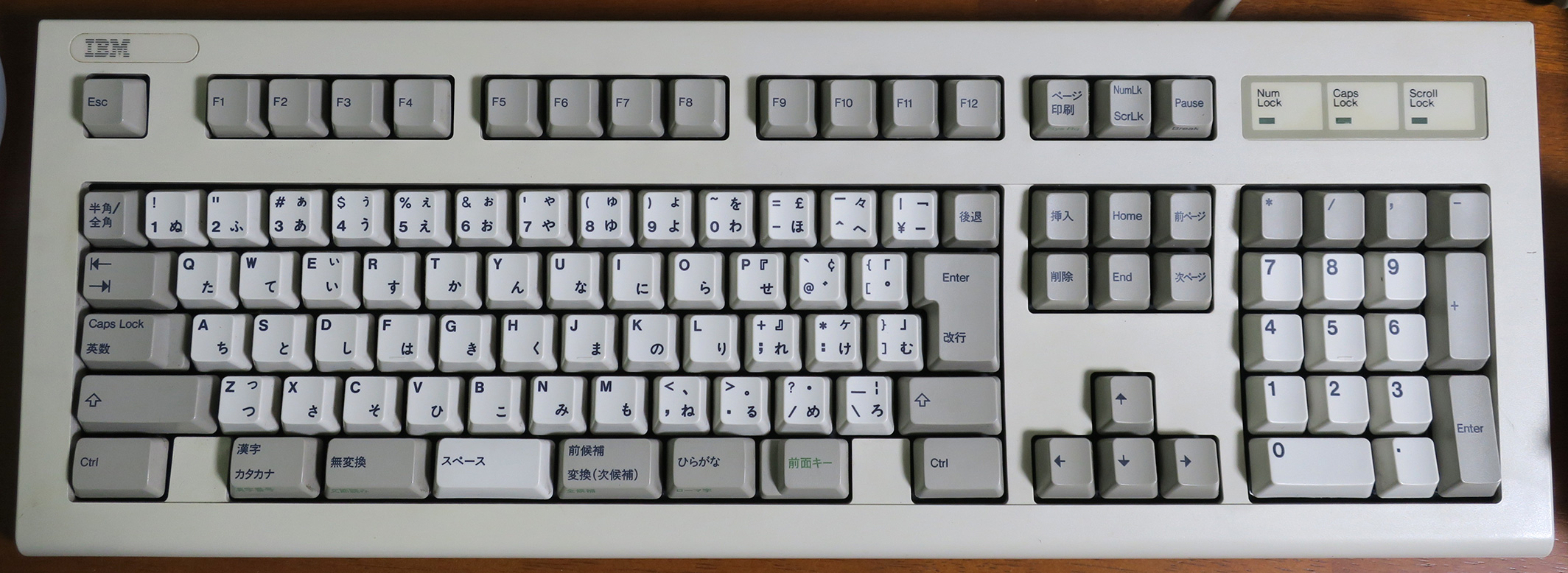
IBM PS/55のキーボード (5576-002)

Appleの日本語キーボード

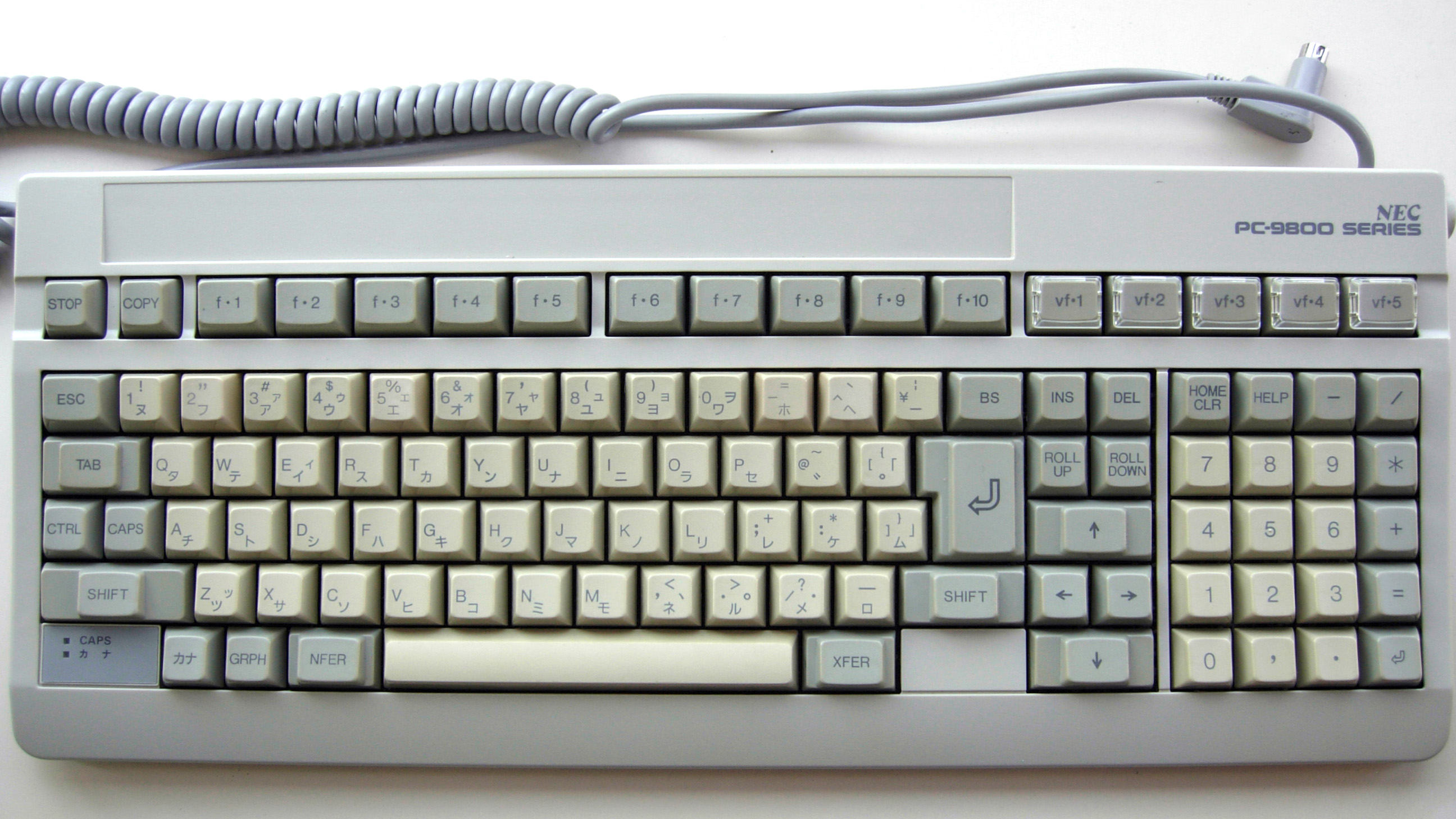
NEC PC-9800シリーズのキーボード

Microsoft Windowsで標準となっているOADGの109キーボード配列には、「半角/全角キー」・「無変換キー」・「変換キー」・「ひらがなキー」・「英数キー」の5つの言語入力キーがある。
MacやiPad用に設計されたJISキーボード（Apple Keyboard）には、「英数キー」と「かなキー」がある。
1980年代から1990年代にかけて日本で最も優勢であった日本電気 (NEC)のPC-9800シリーズのキーボードには、「カナキー」、「NFERキー」（no transferの略。無変換キーと同じ）、「XFERキー」（transferの略。変換キーと同じ）の3つの言語入力キーがあった。

### 半角/全角キー
半角/全角キー（半角/全角）は、WindowsにおいてIMEのオン/オフを切り換えるキーとして使用されている。この機能はもともと漢字キーのもので、Microsoft IME 98において機能が変更されたため、キーの表記と実際の機能に相違がある。それ以前のWindowsやDOS/Vでは半角/全角キーは刻印通り、英数モードやカナモードの全角と半角を切り換えるキーであった。
半角/全角キーはIBM 5550用の5556キーボードでは文字キーの左側のエリアに置かれ、PS/55向けの5576-002キーボードでタイピングエリアの左上端に移動した。OADG109/109Aキーボードでの刻印は下記のように規定されているが、「漢字」の刻印が省略されたものもある。
| 半角/ 全角 漢字 |

Windows VistaのMicrosoft IME（Microsoft Office IME 2007を含む）では既定で直接入力モード（IMEオフ状態）が無効になり、その状態では半角英数モードが直接入力モードと同じ挙動（半角英数モードでの入力は変換できない）になった。そのためIMEのオン/オフも、半角英数モードとそれ以外で直近に使用したモードとの切り替えとなる。直接入力モードを有効化すれば、従来と同じく直接入力モード（IMEオフ）とそれ以外（IMEオンで直近に使用したモードで、半角英数モードを含む）との切り替えとなる。
なお、Microsoft IMEでは半角英数モードと全角英数モードの切り替えは⇧ Shift+無変換で可能であり、半角カタカナと全角ひらがな／カタカナは入力後に無変換で相互に変換できる。また、以下のキーを押下することで入力文字の全角・半角への変換ができる。
- F6 - 全角ひらがな
- F7 - 全角カタカナ
- F8 - 半角カタカナ
- F9 - 全角英数
- F10 - 半角英数

### 漢字キー
漢字キー（漢字）は、DOS/Vでは漢字モードに入るためのキーで、Microsoft IMEではIMEのオン/オフを切り換えるキーだった。しかしMicrosoft IME 98以降では半角/全角キー単独でIMEのオン/オフを切り換えられるため、今日では独立した機能を持たない。IBM5556キーボードでは独立したキーとして文字キーの左側のエリアに置かれ、5576-002では⇧ Shift+カタカナ（カタカナキーは無変換キーの左隣）に割り当てられ、5576-A01以降の106/109キーボード配列では⎇ Alt+半角/全角に割り当てられている。

### 変換キー
変換キー（変換）は、かな漢字変換において仮名を漢字に変換し、また次の変換候補にフォーカスするキーである。⇧ Shift+変換で前の変換候補にフォーカスする。ただしこれらの機能は、Microsoft IMEなど多くの日本語IMEのデフォルト設定でスペースキーでも同じ動きをするようになっている（スペースキー#他の用途を参照）。変換キーは106/109キーボード配列ではスペースキーの右隣にある。PC-9800シリーズのキーボードでは同じ位置でXFERと刻印されていた。
OADG 109キーボードではこのキーは下記のように刻印される。
| 前変換 変換（次候補） 全候補 |

これは、DOS/Vでは変換候補はインラインで1つずつ表示されるのが基本であり、変換キーで変換した後再度変換で次の変換候補が、⇧ Shift+変換で前の変換候補が表示され、⎇ Alt+変換で最下段に変換候補が一度に表示されるという挙動だったためである。Windowsでは何度か変換キーを押せば変換候補が複数表示されるようになり、OADG 109Aキーボードでは単に「変換」の刻印に変更された。

### 無変換キー
無変換キー（無変換）は、元々はかな漢字変換を行わずに（入力モードに応じてひらがなまたはカタカナのまま）確定するキーだったが、Microsoft IMEでは入力中のひらがな、全角カタカナ、半角カタカナを相互に変換するキーである。106/109キーボード配列ではスペースキーの左隣にある。PC-9800シリーズのキーボードでは同じ位置でNFERと刻印されていた。

### ひらがなキー
ひらがなキー（ひらがな）は、ひらがなモードに入るキーである。106/109キーボードでは変換キーの右隣にある。⇧ Shift+ひらがなでカタカナキー、⎇ Alt+ひらがなでローマ字キーとして機能し、下記のように刻印される。
| カタカナ ひらがな ローマ字 |

Appleのキーボードでは、かなキー（かな）がスペースキーの右隣（106/109キーボードにおける変換キーの位置）にあり、MacやiPadで106/109キーボードを使用する際は変換キーがかなキーとして動作する。このキーは元々は英数字入力モードとひらがな入力モードを切り替えるキーであったが、Apple Keyboard II JIS（1990年）以降はひらがな入力モードに入るキーである。

### カタカナキー
カタカナキー（カタカナ）は、カタカナモードに入るキーである。カタカナキーはIBM 5556キーボードで「A」キーの左隣に、5576-002では無変換キーの左隣に独立して存在したが、5576-A01以降の106/109キーボードでは⇧ Shift+ひらがなに割り当てられている。カタカナモードになっている状態を「カナロック」と言い、Windowsでは言語バーの"KANA"が反転して表示される。
PC-9800シリーズではカナキーが独立して存在した。またAppleのキーボードでは⇧ Shift+かなでカタカナモードに入る。

### ローマ字キー
ローマ字キー（ローマ字）はかな入力とローマ字入力を切り替えるキーである。IBM 5556キーボードから106/109キーボードでは⎇ Alt+ひらがなに割り当てられている。

### 英数キー
英数キー（英数）は、DOS/Vでは英数モードへ入るキーで、Microsoft IMEではひらがなモードと英数モードを切り替えるキーである。IBM 5556キーボードでは無変換キーの右隣に、5576-002以降の106/109キーボードではAの左隣（101/104キーボードのCapsLockキーの位置）にある。CapsLockキーは日本語入力において多用されず、⇧ Shift+英数に割り当てられている。
OADG 109キーボードでは英数キーの前面に「漢字番号」と刻印されていた。これはDOS/Vにおいて⎇ Alt+英数が漢字の番号入力（IBM漢字番号またはJIS句点を使い漢字を入力する機能）に割り当てられていたためで、この機能はWindowsには存在せず、OADG 109Aキーボードでは刻印が削除された。
Appleのキーボードでは、英数キーはスペースキーの左隣（106/109キーボードにおける無変換キーの位置）にあり、MacやiPadで106/109キーボードを使用する際は無変換キーが英数キーとして動作する。このキーは英字入力モードに入るキーで、Apple Keyboard II JIS（1990年）において導入された。

### ImeOnキー・ImeOffキー
ImeOnキー（[あ]）は日本語入力モードに入るキー、ImeOffキー（[A]）は半角英数字モードに入るキーである。Windows 10 May 2020 Updateで導入された新しいキーで、ImeOnキーは従来の変換キーとひらがなキーを置き換えスペースキーの右隣に、ImeOffキーは従来の無変換キーを置き換えスペースキーの左隣にある。
従来の半角/全角キーは日本語入力モードと半角英数字モードをトグルするため、意図するモードと異なるモードで文字を書き出してしまう問題があり、これへの対処として導入された。なおImeOnキー・ImeOffキーを搭載していない従来のキーボードでも、Microsoft IMEの設定で変換キーおよび無変換キーに同様の機能を持たせることが可能である。
なおImeOnキー・ImeOffキーの機能および位置は、Appleのキーボードにあるかなキー・英数キーのそれと同一である。

## 韓国語キーボードのキー

韓国で一般的な2ボル式（두벌식）配列のキーボード

韓国のPC/AT互換機の標準的なキーボードには、한/영（ハングル/英数）キーと한자（漢字）キーの2つの言語入力キーがある。いくつかのキーボードでは、独立のキーになっていない場合もある。

### 한/영キー
韓国語（ハングル）入力モードと英語（ISO基本ラテンアルファベット）入力モードを切り換えるのに使用する。「한」はハングル（한글）、「영」は英語（영어）の意味である。
多くのコンピュータシステムでは、한/영キーを使わなくても、同じ動作をする別のキーかキーシーケンスが用意されている。韓国で使われている多くのポータブルコンピュータでは한/영キーがなく、代わりに右の⎇ Altキーを使用する。そのようなキーボードでは右Altキーに「한/영」とだけ書かれているか、「한/영」と「Alt」が書かれている。

### 한자キー
ハングルを漢字やその他の記号に変換するのに使用する。「한자」は朝鮮語で「漢字」の意味である。
多くのコンピュータシステムでは、한자キーを使わなくても、同じ動作をする別のキーかキーシーケンスが用意されている。韓国で使われている多くのポータブルコンピュータでは한자キーがなく、代わりに右のCtrlキーを使用する。そのようなキーボードでは右Ctrlキーに「한자」とだけ書かれているか、「한자」と「Ctrl」が書かれている。